# Pistolet Walther PP
Walther PP – niemiecki pistolet kal. 7,65 mm skonstruowany przed II wojną światową i produkowany do chwili obecnej.

## Historia
W 1929 roku firma Walther wypuściła na rynek pistolet, który jako pierwszy łączył w sobie zalety pistoletu samopowtarzalnego z bezpieczeństwem i ciągłą gotowością do strzału rewolweru. Osiągnięto to dzięki wprowadzeniu mechanizmu samonapinania kurka w czasie ściągania spustu. Nowy pistolet otrzymał oznaczenie Walther PP (skrót od Polizeipistole) i jak wskazuje nazwa, był pomyślany przede wszystkim jako uzbrojenie policji i innych służb bezpieczeństwa. Po przegranej przez Niemcy wojnie fabryka Walther przerwała produkcję do roku 1952, kiedy weszła w skład koncernu Manurhin. Do roku 1982 nowo wyprodukowane pistolety nosiły oznaczenie Manurhin PPK. Jednak pistolety przedwojenne, które były w tym okresie poddawane remontom w fabryce Walthera, noszą oznaczenia Walther Waffenfabrik Ulm/Do, w przeciwieństwie do oryginalnych oznaczeń Waffenfabrik Walther Zella Mehlis (Thür). Broń zdobyła popularność do tego stopnia, że zagroziła ona istnieniu wielu firm konkurencyjnych.

## Służba
W 1935 roku pistoletami zainteresowały się niemieckie siły zbrojne i do końca II wojny światowej zakupiły one 200 000 sztuk pistoletów PP. Broń była używana głównie przez pilotów i żołnierzy Luftwaffe, a także SS.
Pistolety te były używane również przez oficerów NKWD podczas zbrodni katyńskiej.

## Konstrukcja
Pistolet Walther PP działał na zasadzie odrzutu zamka swobodnego. Miał nieruchomą lufę i zewnętrzny kurek. Lufa gwintowana o gwincie 6-bruzdowym prawoskrętnym o skoku 240 mm. Bezpiecznik dźwigniowy, umieszczony z lewej strony zamka, działał bezpośrednio na iglicę. Było to bardzo dobre zabezpieczenie. Dzięki niemu można było nosić pistolet z nabojem w komorze nabojowej.
Pistolet Walther PP był produkowany głównie w kalibrze 7,65 mm Browning. Niewielkie ilości wykonano w kalibrach 6,35 mm Browning i 9 mm Short. Na małą skalę produkowano też pistolety kalibru .22 LR. Niektóre Walthery PP były wyposażone w tłumiki dźwięku.